# 科米-彼尔米亚克区

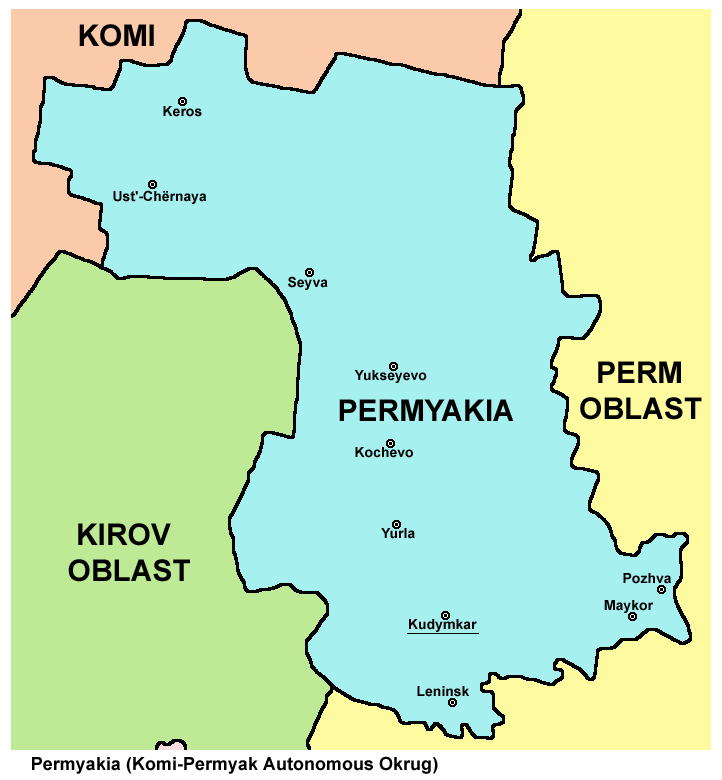

科米-彼尔米亚克区（羅馬化：Komi-Permyatsky okrug）是俄羅斯彼爾姆邊疆區的一個區。面積32,770 平方公里，人口136,076人（2002年）。首府庫德姆卡爾。
原為科米-彼尔米亚克自治区，2005年12月1日被撤銷，併入新設立的彼爾姆邊疆區，改為現在的科米-彼尔米亚克区。